# Bulbul du Toro
Phyllastrephus hypochloris
Espèce
Synonymes
- Stelgidillas hypochloris Jackson, 1906

Statut de conservation UICN

 LC  : Préoccupation mineure
Le Bulbul du Toro (Phyllastrephus hypochloris) est une espèce de passereau de la famille des Pycnonotidae.

## Répartition
Cette espèce se rencontre en République démocratique du Congo, au Kenya, en Ouganda, au Soudan et en Tanzanie.

## Habitat
Son habitat naturel est les forêts humides des plaines subtropicales ou tropicales.